# رود سالامونی
رود سالامونی (به انگلیسی: Salamonie River) رودی است که در ایالات متحده آمریکا جریان دارد.